# ユーカタストロフ

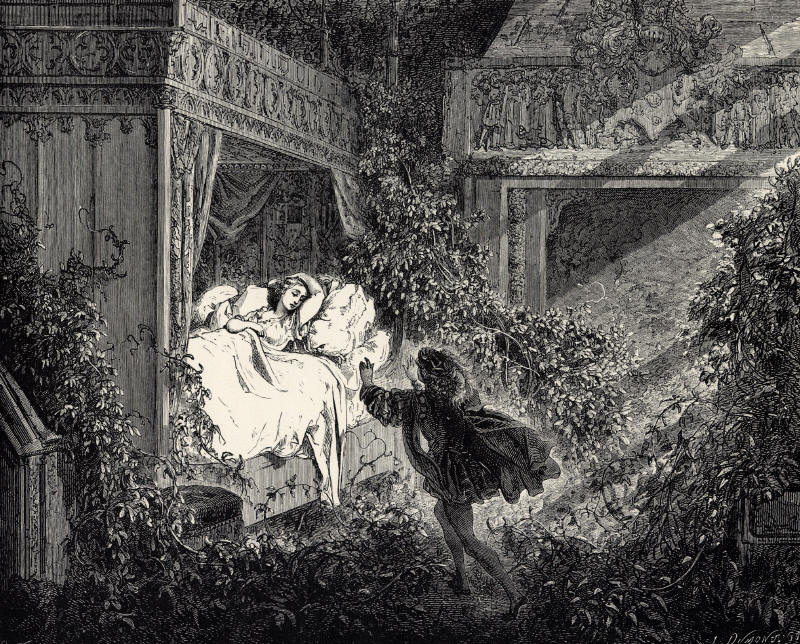
The prince arrives to break the spell which has kept Sleeping Beauty and her kingdom asleep for 100 years. A classic and well-known use of eucatastrophe. Illustration by ギュスターヴ・ドレ

ユーカタストロフ（ユーカタストロフィー,英語: eucatastrophe）とは、物語終盤における大どんでん返しを意味しており、主人公が恐ろしく、差し迫った、それでいてもっともらしく、いかにも起こりそうな運命をたどることなく大団円となるものである。作家のJ・R・R・トールキンがギリシャ語の接頭辞で「良い」を意味する”eu”という言葉と、古くから文芸批評において物語の結末や「解き明かし」を指す言葉として使われててきた”catastrophe（悲劇的・不幸な結末）”につなげた造語である。トールキンにとって、その言葉は明らかに形式的てな文字通りの語源的意味を超えた主題的な意味をともなっていた 。 1947年のエッセイ "On Fairy-Stories", （邦題：「妖精物語についてーファンタジーの世界」）の中で述べられた彼の定義によると、ユーカタストロフは神話創造（mythopoeia）概念の基本的な部分である。トールキンの関心は神話にあるが、一方でそれはキリスト教の福音にもつながっている。トールキンはキリストの誕生（受肉）を「人間の歴史」におけるユーカタストロフと呼び、その復活を受肉のユーカタストロフと呼んだ。なお、猪熊葉子はこの造語を「幸せな大詰め」と翻訳した。

ユーカタストロフはデウス・エクス・マキナの一つの形式であると捉えられてきたこともあった。両方とも解決不可能な問題が突如解決されるという部分で一致していたためである。 しかしながら、世界中の物語の中でストーリーが展開する際の楽観的な考え方との固有の関係など、それぞれに違いがあることも述べられてきた。 トールキンによれば、ユーカタストロフはデウス・エクス・マキナがなくても起こりうるものとされている。

## トールキン作品における例
トールキン作品においてユーカタストロフの例として最も知られているものは指輪物語のクライマックスである。サウロンの勝利が目前かと思われたとき、滅びの山でフロドをゴクリが待ち伏せていたことから、一つの指輪が完全に破壊されることとなるのである 。フロドは結局のところ、一つの指輪を自分の物であると宣言して、困難な旅の終盤で失敗しかかってしまうのであるが、そこへ突如としてゴクリが現れ、指輪を盗み、恍惚のまなざしでその指輪を眺めながら火の中へと転げ落ちるのである。もしフロドの中にゴクリの命を助けようというかねてよりの慈悲がなく、（ゴクリが裏切るという明らかなリスクもあり、サムからの激しい抗議もあった）また、もし指輪それ自体のゴクリに対する破滅的な影響がなかったら、サウロンはきっと一つの指輪を取り戻していたであろう。このように、悪はいとも簡単に、また予測不可能な形で小さなやさしさの行為と、またその悪自身の破滅的なたくらみを通して倒れるのである。
ユーカタストロフのもう一つ別の例としては、トールキンの作品においてワシたちが思いもよらない助け主としての役割を果たすシーンが思い起こされる。トールキンは『ホビットの冒険』の中で重要なシーンの一つとしてワシの出てくる場面でビルボの”ユーカタストロフ的感情”を描いている。

## 参考

### Inline citations
1. ↑  Mazur 2011, p. 174
2. ↑  Greek eu = "good", kata = "down", strephein = "to turn or rotate"
3. ↑  Tolkien 1990, pp. 109–161
4. ↑  Tolkien 1990, p. 156
5. ↑  J・R・R・トールキン 著、猪熊葉子 訳『妖精物語についてーファンタジーの世界』評論社、2003年12月、145-146頁。
6. ↑  猪熊葉子『児童文学最終講義―しあわせな大詰めを求めて』すえもりブックス、2001年、50頁。
7. ↑  Westfahl, Gary (2005). The Greenwood Encyclopedia of Science Fiction and Fantasy: Themes, Works, and Wonders. 1. Greenwood Publishing Group. p. 195. ISBN 978-0-313-32951-7
8. ↑  Hart, Trevor『Between the Image and the Word』Ashgate Publishing, Ltd、2013年。ISBN 978-1-4724-1370-3。7September 2014閲覧。
9. ↑  Mazur 2011, p. 175
10. ↑  Magill, Frank (1983). Survey of modern fantasy literature (First ed.). Salem Press. p. 2065. ISBN 978-0893564506 2014年9月8日閲覧。
11. ↑  Template:ME-ref/SOLOPOVA
12. ↑  Carpenter, Humphrey, ed (1981). The Letters of J. R. R. Tolkien. with the assistance of Christopher Tolkien. Boston: Houghton Mifflin. pp. Letter No. 89. ISBN 0-395-31555-7

### General references
- Mazur, Eric Michael, ed (2011). Encyclopedia of Religion and Film. ABC-CLIO. ISBN 978-0313013980
- Tolkien, J.R.R. (1990). The Monsters and the Critics and Other Essays. London: HarperCollinsPublishers. ISBN 0-261-10263-X